# Boven-Suriname (rivier)
De Boven-Suriname is de bovenloop van de Surinamerivier. Kort na het begin van de benedenloop bevindt zich het Brokopondostuwmeer. Daarna houdt de bereikbaarheid via de weg op bij de aanlegkade van Atjoni, nabij Pokigron. De Surinamerivier begint bij de samenvloeiing van de Gran Rio en Pikin Rio bij het dorp Goddo en de stroomversnelling Tapawatrasoela. 

## Brokopondostuwmeer
Boven de overgang van de Boven- naar de Beneden-Suriname ligt het Brokopondostuwmeer, die door de sluiting van de Afobakadam op 1 februari 1964 is aangelegd voor de opwekking van energie voor de productie van aluinaarde en aluminium.

## Stroomgebied
De Boven-Suriname begint bij de samenvloeiing van de Gran Rio en Pikin Rio bij het dorp Goddo. Verder bevinden zich in de directe omgeving onder meer de dorpen Djoemoe en Soolan en de stroomversnelling Tapawatrasoela. De Gran Rio ontvangt water van voornamelijk de Franssen Herderscheepiek; de Pikin Rio eveneens van de Herderscheepiek en daarnaast van de Ananasberg.
Tussen Goddo en de monding in het Brokopondostuwmeer liggen de volgende stroomversnellingen (soela's), soms vernoemd naar een nabij liggende plaats: Toni, Bofokoele, Dahome, Heikoenoenoe, Bia-ati, Vedoeboeka, Jin Jin, Apresina en Bakaabooto.
De Boven-Suriname heeft een stroomgebied van 16.500 vierkante kilometer (niet duidelijk is of de Gran Rio hierin meegeteld is).

## Saramaccaans gebied

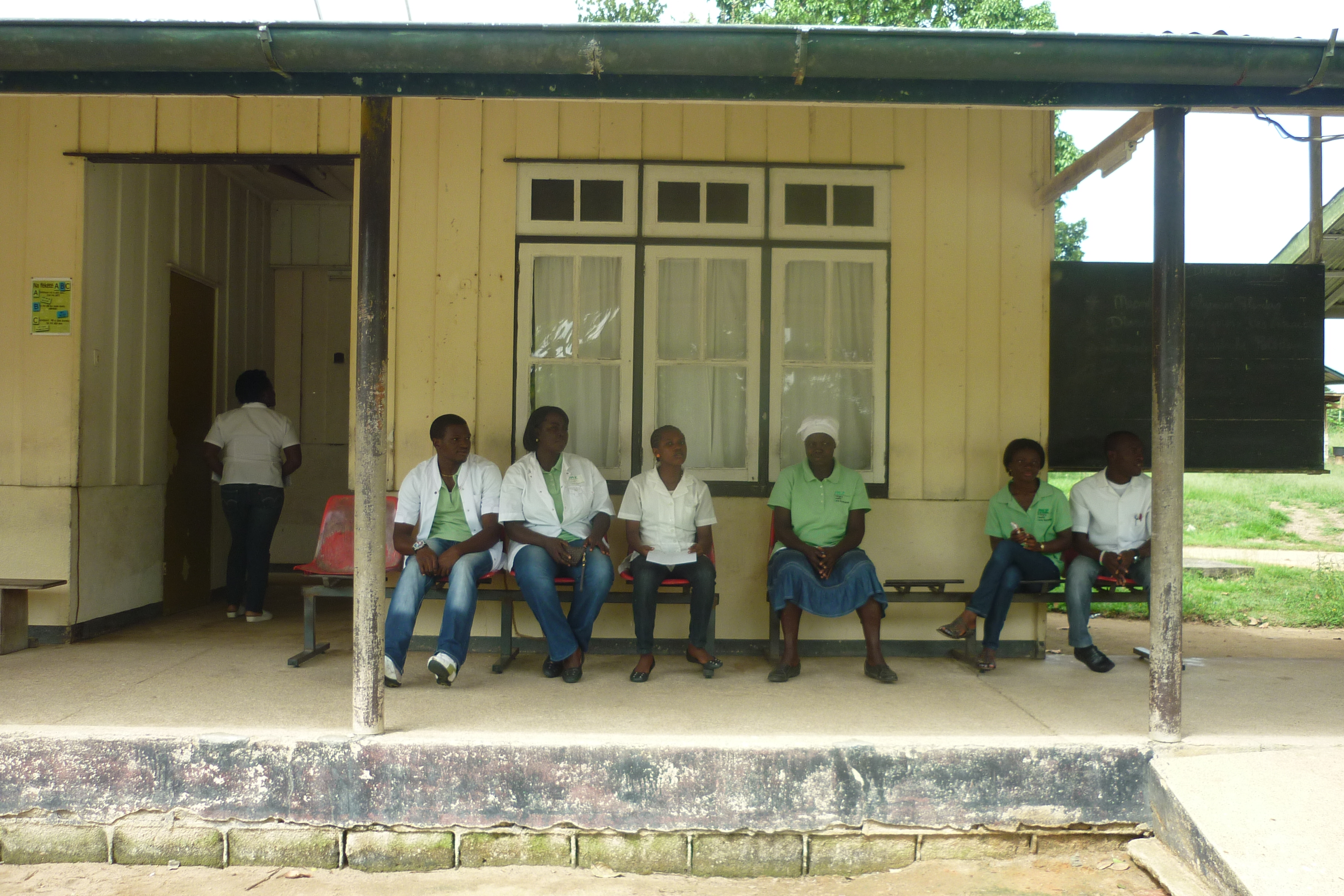
Medische post van Ladouanie

In dit gebied wonen Saramaccaanse marrons. Ten tijde van de slavernij wisten zij te vluchten van de plantages en vestigden zij zich in dit gebied; daarnaast bevinden zich Saramaccaanse dorpen langs de Saramaccarivier. Ruim voor de afschaffing van de slavernij (1863) en de onafhankelijkheid (1975), sloot de koloniale regering een vredesverdrag met de Saramaccaners (1762), waardoor het volk zijn eigen zaken kon regelen. Door de ligging in het oerwoud, geïsoleerd van de rest van de wereld, kwam er een achterstand die er begin 21e eeuw nog steeds is. Een ander kenmerk van die eeuwenlange isolatie is dat er een homogeen Saramaccaanse bevolking woont, die vrijwel niet vermengd is met mensen van buiten. Door de armoede en de uitzichtloosheid op een betere situatie is er een grote trek naar vooral Paramaribo. In sommige dorpen zijn mannen vaak lang van huis voor werk in Paramaribo, de goudvelden of Frans-Guyana, waardoor er in de dorpen vaak een grote meerderheid vrouwen woont.

## Bereikbaarheid

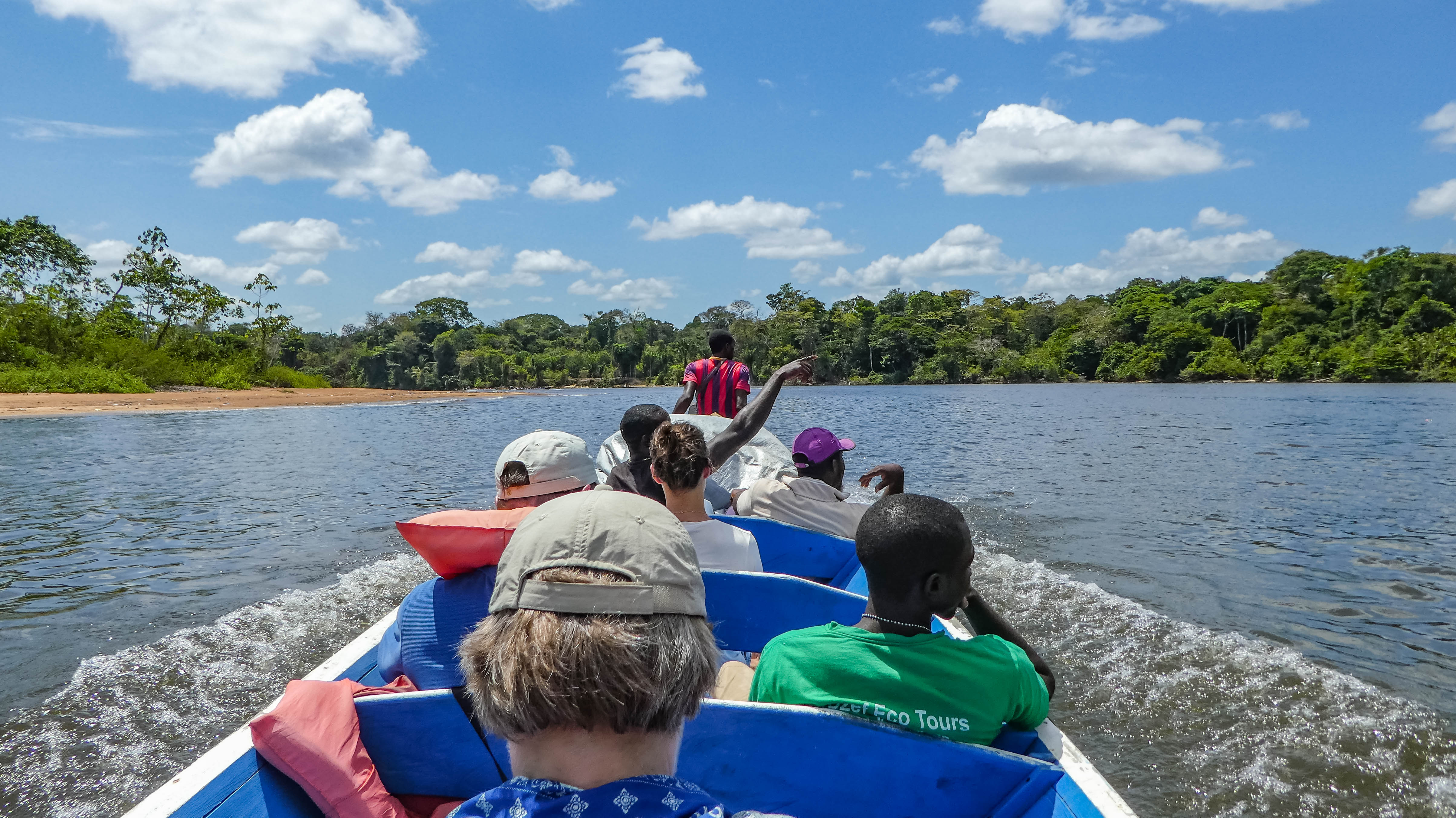
Het meeste vervoer tussen de dorpen gaat per korjaal

De Avobakaweg verbindt Noord-Suriname met enkele dorpen aan de noordelijke oevers van de Boven-Suriname, met name Pokigron met de aanlegkade van Atjoni van waaruit boten vertrekken naar de dorpen langs de rivier. Begin jaren 2010 was er sprake van dat de Avobakaweg doorgetrokken zou worden naar Djoemoe, aan de oorsprong van de Boven-Suriname, waarmee alle tussenliggende dorpen ook via de weg bereikt zouden kunnen worden. Deze weg is nog niet aangelegd (stand 2022). Via een afslag met een vertakking vanaf de Avobakaweg is er ook toegang via de weg naar Dantabai en Bakaabooto, dicht bij het stuwmeer.
Er is een landingsstrook (airstrip) voor kleine vliegtuigjes en helikopters van Ladouanie, Botopasi en Djoemoe, en verder langs de Gran Rio nog bij Kajana.
Medische hulp wordt in het gebied verzorgd door de Medische Zending. Stroomopwaarts bevinden zich medische posten in Atjoni, Jawjaw, Ladouanie, Goejaba, Debikè, Kambaloea, Heikoenoenoe, Semoisi, Djoemoe, en aan de Gran Rio in Kajana.

## Toerisme

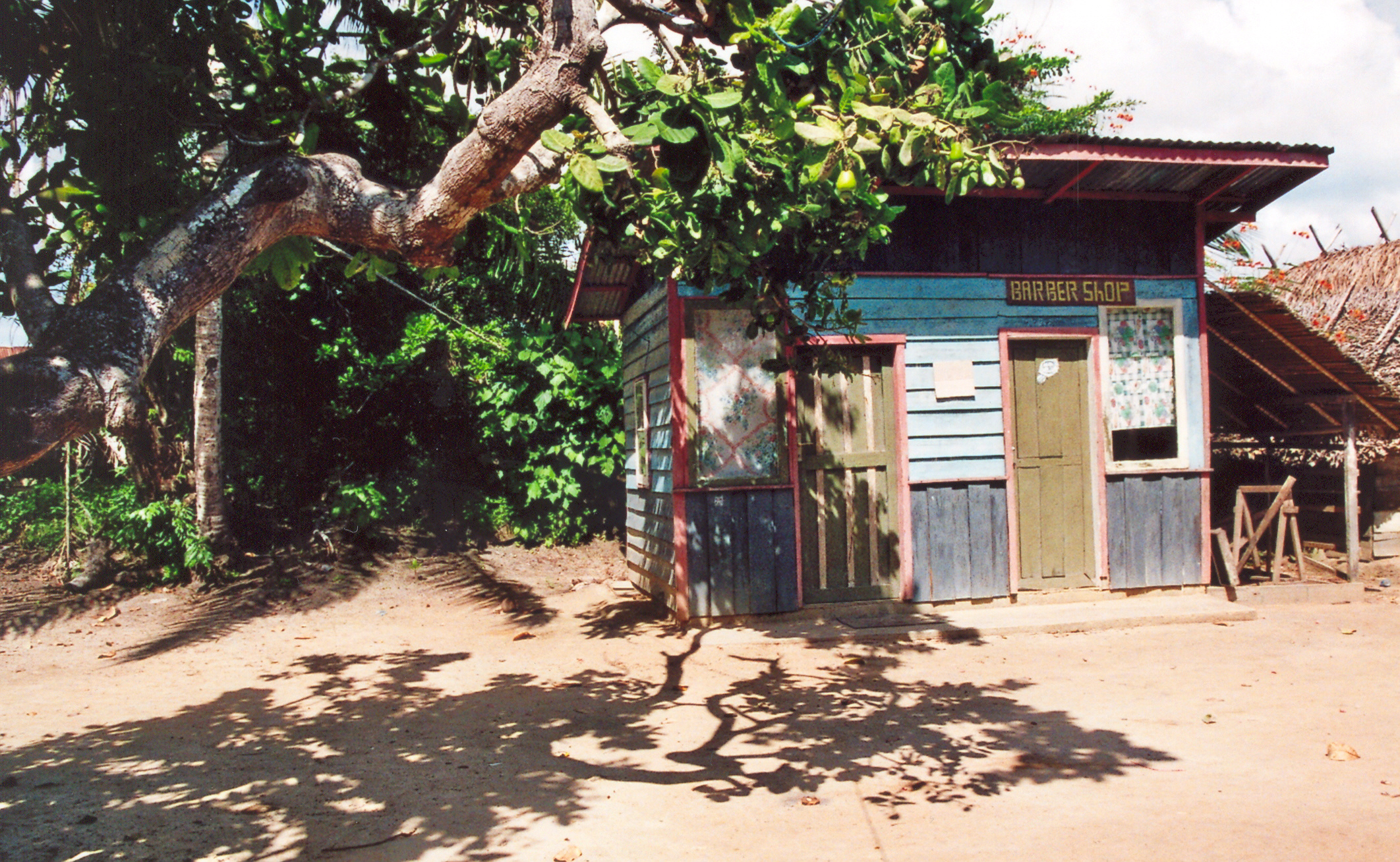
Kapsalon in Botopasi

Het gebied is in trek bij toeristen, niet alleen uit het buitenland maar ook uit Suriname zelf. De belangrijkste activiteiten zijn tot rust komen, wandelen in het oerwoud, spotten van dieren, baden, vissen, bezoeken van een dorp, ontmoeten van de bevolking en een andere cultuur leren kennen.
Als trekpleister is veel in deze omgeving gericht op bezoekers. In Pikin Slee bevindt het Saamaka Marron Museum dat zich richt op de cultuurhistorie van de inwoners in het gebied. Het dorp Goejaba zette zich in 2023 in de schijnwerpers door de onthulling van het beeldmerk I ❤️ Goejaba langs de rivier.
Langs de rivier bevinden zich vrijwel geen heuvels om voor een dagwandeling te beklimmen en de wijde omgeving te bekijken. Voorbij Goddo zijn er wel twee: de Okoberg op drie uur vanaf Kajana (Gran Rio) en de Ananasberg op anderhalf uur vanaf Bendekondre (Pikin Rio).